# Raúl Spank
Raúl Roland Spank (Dresda, 13 luglio 1988) è un altista tedesco.

## Biografia
La sua prima esperienza a livello mondiale sono stati i campionati mondiali giovanili di atletica del 2005, tenutisi a Marrakech, Marocco.

## Palmarès
| Anno | Manifestazione    | Sede      | Evento        | Risultato | Prestazione | Note                                     |
| ---- | ----------------- | --------- | ------------- | --------- | ----------- | ---------------------------------------- |
| 2005 | Mondiali allievi  | Marrakech | Salto in alto | 7º        | 2,21 m      |                                          |
| 2006 | Mondiali juniores | Pechino   | Salto in alto | 5º        | 2,23 m      |                                          |
| 2007 | Europei juniores  | Hengelo   | Salto in alto | Bronzo    | 2,21 m      |                                          |
| 2008 | Giochi olimpici   | Pechino   | Salto in alto | 5º        | 2,32 m      |                                          |
| 2009 | Europei indoor    | Torino    | Salto in alto | 7º        | 2,25 m      |                                          |
| 2009 | Mondiali          | Berlino   | Salto in alto | Bronzo    | 2,32 m      | Miglior prestazione personale stagionale |
| 2011 | Europei indoor    | Parigi    | Salto in alto | 8º        | 2,20 m      |                                          |
| 2011 | Mondiali          | Taegu     | Salto in alto | 9º        | 2,29 m      |                                          |
| 2012 | Mondiali indoor   | Istanbul  | Salto in alto | 9º        | 2,28 m      |                                          |

## Altre competizioni internazionali
2009
- Campionati europei a squadre di atletica leggera ( Leiria)

2011
- Campionati europei a squadre di atletica leggera ( Stoccolma)